# Lijst van burgemeesters van Maartensdijk
Dit is een lijst van burgemeesters van de voormalige Nederlandse gemeente Maartensdijk in de provincie Utrecht. Deze gemeente is op 1 januari 2001 opgegaan in de gemeente De Bilt. Wat betreft de situatie voor 1811, de voorloper van de burgemeester van Maartensdijk was de schout van het gerecht Oostveen, zie ook, de lijst van Schouten van Oostveen.
| Ambtsperiode              | Naam burgemeester                          | Partij of stroming | Bijzonderheden                                            |
| ------------------------- | ------------------------------------------ | ------------------ | --------------------------------------------------------- |
| 1811 - 1847               | Maurits Jacob Eyck van Zuylichem           |                    |                                                           |
| 1847 - 1866               | Frans Nicolaas Marius Eyck van Zuylichem   |                    |                                                           |
| 1866 - 1871               | Willem Twiss                               |                    |                                                           |
| 1871 - 1880               | Hermanus Hagedoorn Bantjes                 |                    | Eerder gemeentesecretaris van Borculo                     |
| 1880 - 1895               | Nicolaas Laurens Burman Eyck van Zuylichem |                    |                                                           |
| 1895 - 1924               | jhr. Edouard Quarles van Ufford            |                    |                                                           |
| 4 okt 1924 - 28 sept 1935 | Coenraad van der Voort van Zijp            | ARP                |                                                           |
| 1936 - 1944               | Roelof (R.) Tjalma                         |                    |                                                           |
| 1944 - 1945               | A.G. Jongsma                               |                    | waarnemend burgemeester                                   |
| 1945 - 1946               | D. Udo                                     |                    | waarnemend                                                |
| 1946 - 1947               | Roelof (R.) Tjalma                         | ARP                | Later burgemeester van Kesteren                           |
| 1948 - 1973               | Hans Heinrich Schuller                     | ARP                | Eerder burgemeester van Scherpenisse en Sint-Maartensdijk |
| 1973 - 1987               | Fons (A.L.W.J.) Panis                      | ARP / CDA          | Later burgemeester van Leusden                            |
| 1987 - 2001               | Peter (P.A.D.H.) Diepenhorst               | CDA                | Eerder burgemeester van Domburg                           |